# Königsdorf (Frechen)
Königsdorf ist der nördlichste Stadtteil von Frechen im Rhein-Erft-Kreis in Nordrhein-Westfalen in Deutschland. Es ist mit knapp 12.000 gemeldeten Einwohnern der zweitgrößte Stadtteil nach der Frechener Innenstadt. Die Gemarkung Königsdorf ist mit etwa 6,45 km² nach Frechen die zweitgrößte Gemarkung Frechens und bis auf Neubuschbell und angrenzende Flächen im Süden fast deckungsgleich mit dem Stadtteil.
Charakteristisch für Königsdorf ist der westlich gelegene Königsdorfer Forst und die vielfältige Anbindung an den Westen der Nachbarstadt Köln. Im Norden liegen die Glessener Höhe und die Stadt Pulheim mit dem Ortsteil Brauweiler, westlich von Königsdorf liegen die Städte Kerpen und Bergheim.

## Geographie

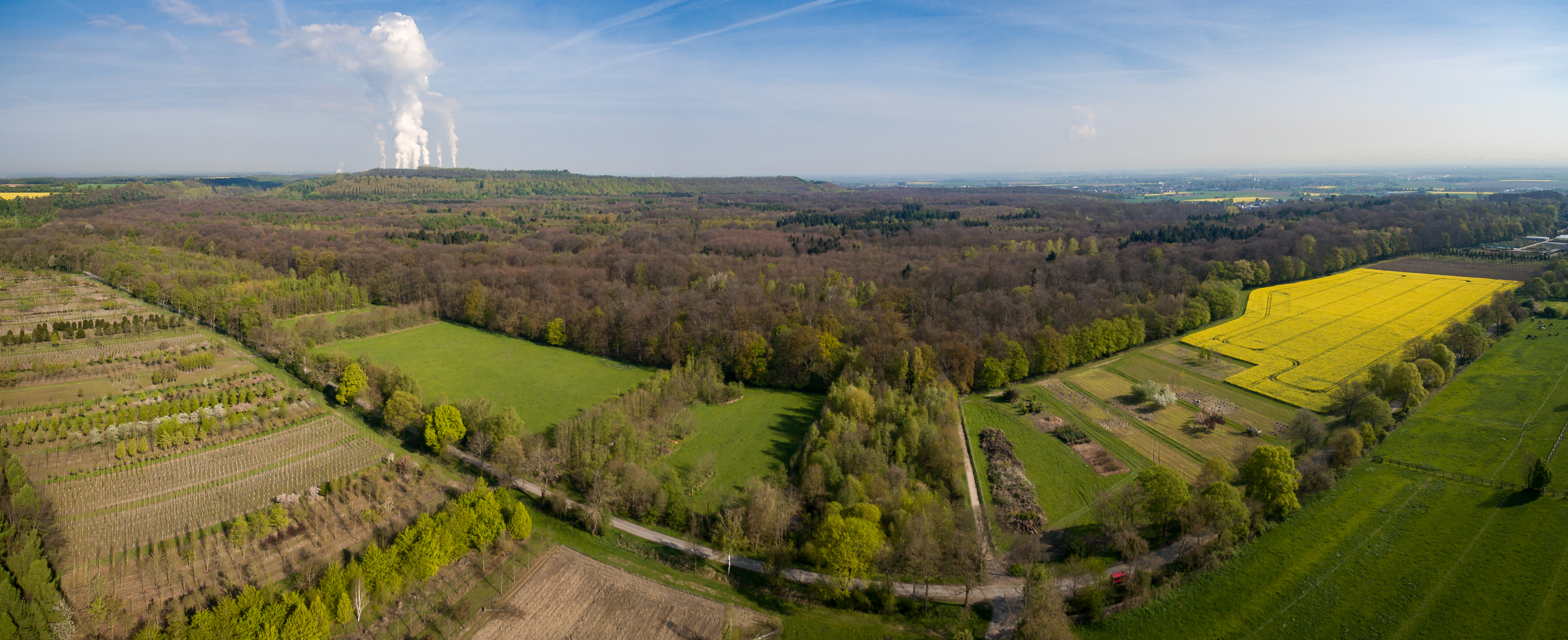
Blick auf den Königsdorfer Forst

### Stadtteile/Viertel
Zum Stadtteil Königsdorf gehören die Siedlungsbereiche Großkönigsdorf, Kleinkönigsdorf, Neubuschbell und Neufreimersdorf. Großkönigsdorf wurde zusammen mit Kleinkönigsdorf durch das Köln-Gesetz vom 5. November 1974 zur kommunalen Neugliederung mit Wirkung zum 1. Januar 1975 aus der Gemeinde Lövenich ausgegliedert und in die Stadt Frechen eingemeindet. Neufreimersdorf wurde auf Grund desselben Gesetzes aus der seinerzeit bestehenden Gemeinde Brauweiler herausgelöst und an die Stadt Frechen angegliedert.

### Großkönigsdorf
Als ehemaliges Straßendorf an der Aachener Straße (L 361) und um den Bahnhof in Frechen–Königsdorf entwickelte sich Großkönigsdorf mit seinem Bahnhof ab den 1960er Jahren bis in die jüngste Zeit zu einem beliebten Wohnort unmittelbar an der westlichen Kölner Stadtgrenze mit dem Park-and-Ride-Parkplatz Weiden-West für S- und Straßenbahnanschluss. Wohnbauviertel mit großzügigen Villen, Einfamilien- und Reihenhäuser und Sportanlagen prägen heute südlich und nördlich der Aachener Straße den Ortsteil. Eine uneinheitliche Bebauung an der von Ost nach West verlaufenden Aachener Straße bildet den langgezogenen Ortskern. Unter Denkmalschutz stehende Anlagen wie das ehemalige Benediktinerinnenkloster, die St. Sebastianuskirche von 1879, das Bahnhofsgebäude, der bis auf eine fränkische Hofanlage zurückgehende Mellerhof und einzelne Wohnhäuser des 19. Jahrhunderts wechseln mit Einzelhandel, zwei Bankfilialen und neuzeitlichen Wohnhäusern ab. Südlich der Aachener Straße befindet sich das zweite Altenzentrum des Stadtteils (St. Augustinus), angeschlossen an das 1894 gegründete Herz-Jesu-Kloster der Genossenschaft der Augustinerinnen.
Die den Ortsteil seit Ende des 19. Jahrhunderts bis in die 1970er Jahre stark prägende Steinzeugindustrie von europäischer Bedeutung mit den Unternehmen Großpeter-Lindemann und Hensmann und beiderseits der Bundesbahnstrecke am Bahnhof gelegen, hatte eigene Bahnanschlüsse. Sie wurde in den 1980er und 1990er Jahren aufgegeben. Die dazugehörigen Fabrikhallen und -gebäude Großpeter-Lindemann südlich des denkmalgeschützten Bahnhofsgebäudes wurden in den 1990er Jahren zu Loftwohnungen und Gewerberäumen umgebaut und dienen seitdem als Gewerbe- und Technologiepark (GTP). Die nördlich der Bahnanlagen gelegenen Werksanlagen wurden nach Nutzung als Lagerhallen eines finnischen Möbelherstellers in den 1970er Jahren schließlich ab 2008 zugunsten eines Supermarktes abgeräumt. Die Direktorenvilla des Firmengründers Franz Hensmann wurde zu Beginn des neuen Jahrtausends renoviert, allerdings nur wenige Jahre später ebenfalls zugunsten eines Supermarktes abgebrochen.
An der Augustinusstraße liegt der historische Friedhof Königsdorf Süd, der 1866 als Größkönigsdorfer Friedhof der Gemeinde Lövenich angelegt wurde.
Das Areal rund um die alte St. Sebastianuskirche bietet Raum für eine große Zahl ausländischer Vogelarten, die in den 1950er Jahren von einem damals dort ansässigen Wanderzoo ausgewildert wurden.

### Kleinkönigsdorf

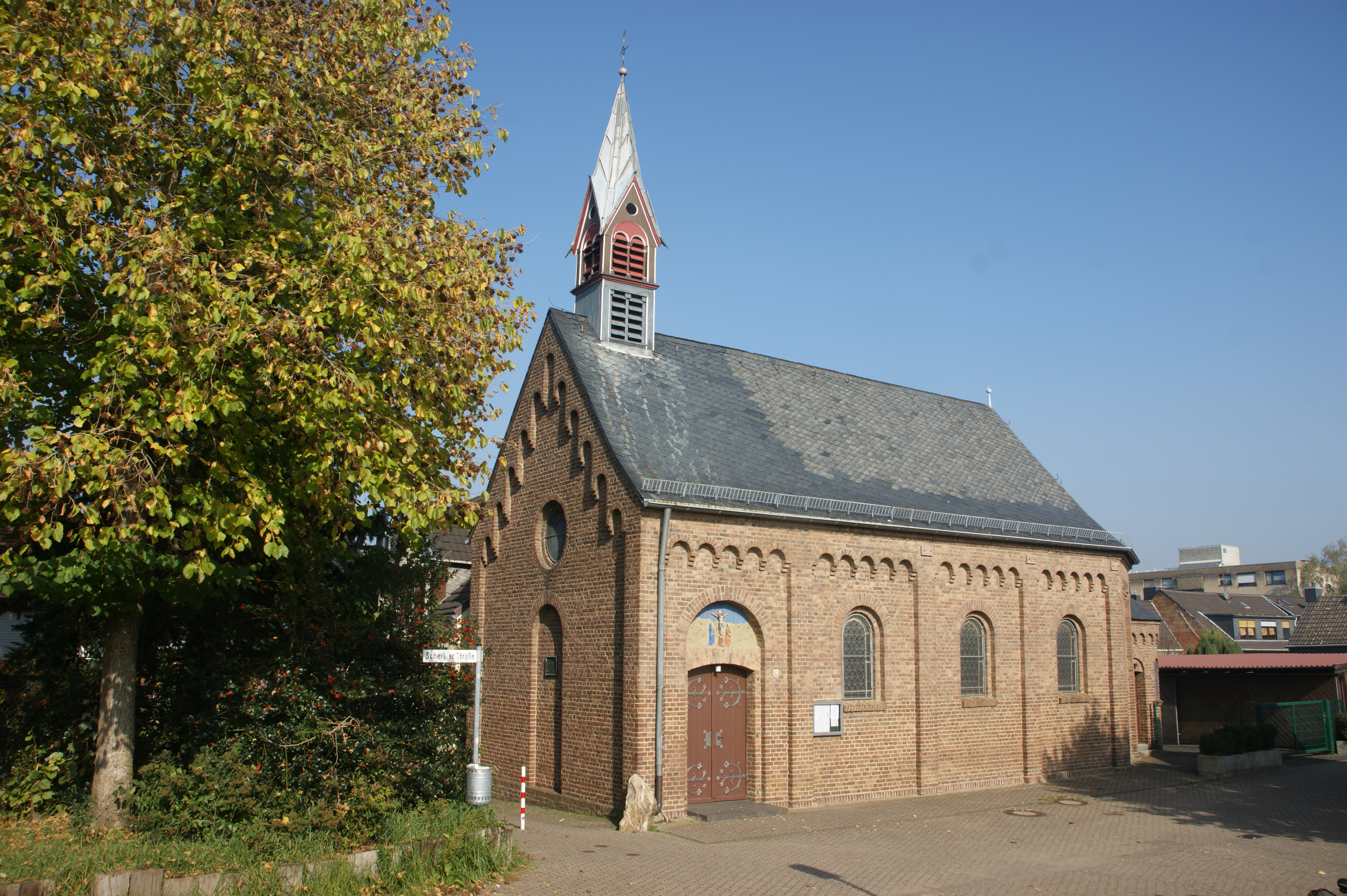
Magdalenenkapelle in Kleinkönigsdorf

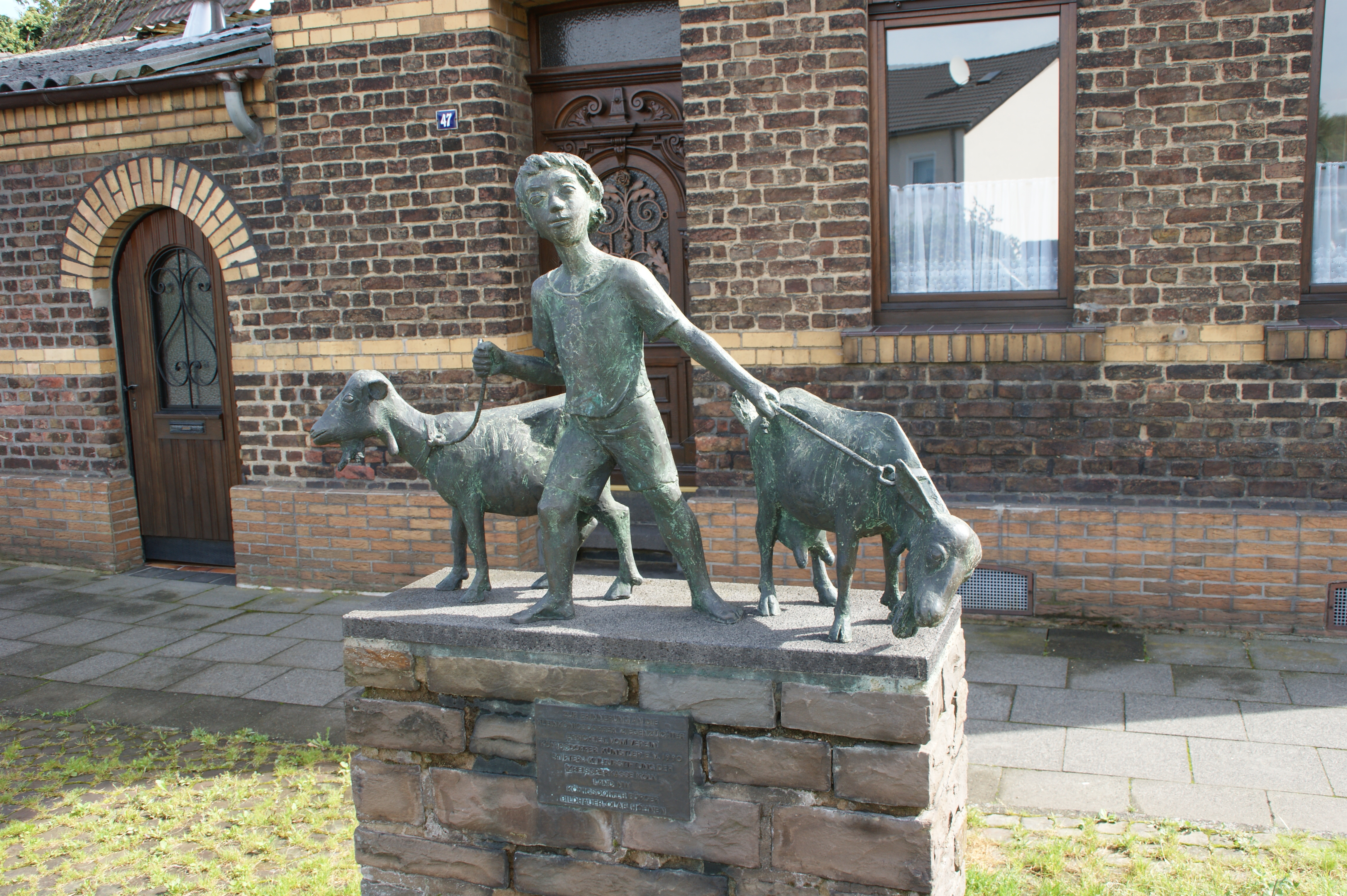
Ziegendenkmal von Olaf Höhnen in Kleinkönigsdorf

Kleinkönigsdorf befindet sich im nördlichen Bereich des Stadtteils Königsdorf. Früher waren die Dörfer Groß- und Kleinkönigsdorf getrennt. Sie wuchsen im Laufe der Zeit zusammen, sodass für Außenstehende eine Abgrenzung nur schwer möglich ist. Kleinkönigsdorf hat im Kern noch den Charakter eines kleinen Dorfes. Nach dem Zweiten Weltkrieg dehnten sich Wohnbauten nach Norden und Westen aus. Anfang der 1970er Jahre wurde der alte Fronhof zugunsten einer großen Wohnanlage abgerissen. Ein Gedenkkreuz aus dem Jahr 1633 für einen schwedischen Offizier im Mauerwerk eines Hauses in der Waldstraße erinnert an die Schrecken des Dreißigjährigen Krieges.
Eine Besonderheit stellt die Magdalenenkapelle dar. Der Ursprung der Magdalenenkapelle geht auf eine Fachwerkkapelle des Jahres 1751 zurück. Der heutige neuromanische Bau wurde 1892 von den Brüdern Carl und Fritz Pauli erbaut. Der barocke Hochaltar ist aus dem Vorgängerbau übernommen. Die einer alten Posthalterfamilie entstammenden Pauli-Brüder hatten zuvor südwestlich von Kleinkönigsdorf am Rande des Königsdorfer Forstes die schlossähnliche Pauli-Villa mit einem weitläufigen Park errichtet (seit 1919 Kloster der Schervier-Schwestern; seit 1962 auch Alten- und Pflegeheim (St. Elisabet-Heim). Das unter Denkmalschutz stehende Westportal an der Sebastianusstraße war ursprünglich die repräsentative Einfahrt zum Park und zur Villa. Ihre Seitenpfosten markieren in ihrer Breite den Übergang der Königsdorf durchquerenden römischen Via Belgica in den Königsdorfer Forst).
Kleinkönigsdorf hat einen eigenen Friedhof, der sich im Osten des Dorfes befindet. Er übernimmt nach der 2014 erfolgten Schließung des Großkönigsdorfer Friedhofs die Aufgaben für den Stadtteil Königsdorf.
Der Ziege als ehemals wichtigem Nutztier in Kleinkönigsdorf wurde ein Denkmal gewidmet.

### Neubuschbell
Der junge Siedlungsbereich Neubuschbell unmittelbar nördlich der A 4 entstand nach dem Zweiten Weltkrieg als Betriebssiedlung zwischen dem Frechener Ortsteil Buschbell und dem damals zur Gemeinde Lövenich gehörenden Ortsteil Großkönigsdorf. Er wuchs sich zu einer normalen Wohnsiedlung aus. Neubuschbell ist der einzige Siedlungsbereich Königsdorfs, der bereits vor der kommunalen Neugliederung auf Frechener Stadtgebiet lag. Zu diesem Zeitpunkt (1. Januar 1975) betrug seine Einwohnerzahl 269 Einwohner.

### Neufreimersdorf
Neufreimersdorf ist ein östlich gelegener Siedlungsbereich des Frechener Stadtteils Königsdorf und wird im Norden zur Pulheimer Stadtgrenze durch die seit 2005 bebaute alte Königsdorfer Flur In der Widdau, im Westen durch die von dort nach Brauweiler führende Landstraße (L91) und die sich in Ost-West-Richtung verlaufende Bundesstraße 55 begrenzt. Der ursprünglich zur Gemeinde Freimersdorf, seit 1927 zur Gemeinde Brauweiler gehörende Siedlungsbereich kam durch die kommunale Neugliederung am 1. Januar 1975 mit 669 Einwohnern zur Stadt Frechen. Er entwickelte sich um das 1895 errichtete Landhaus des Kölner Lackfabrikanten Theodor Joseph Horst. Noch um 1970 gab es in Neufreimersdorf nur vereinzelte Gehöfte und einige Wohnhäuser. Heute ist Neufreimersdorf ein vorwiegend aus Einfamilien- und Reihenhäusern bestehendes Viertel für zumeist in Köln arbeitende Menschen.

## Geschichte

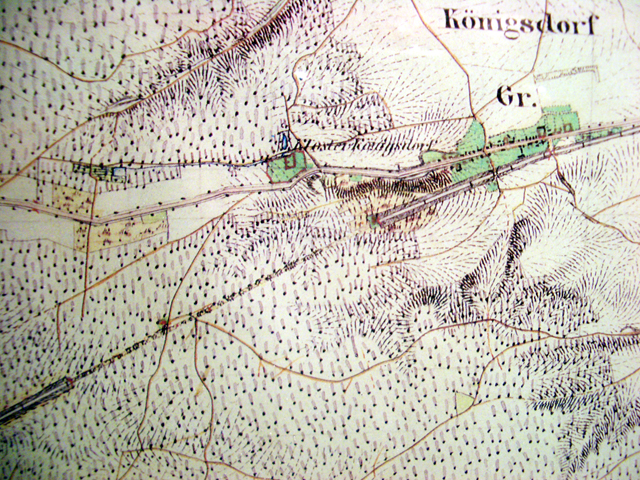
Großkönigsdorf 1845

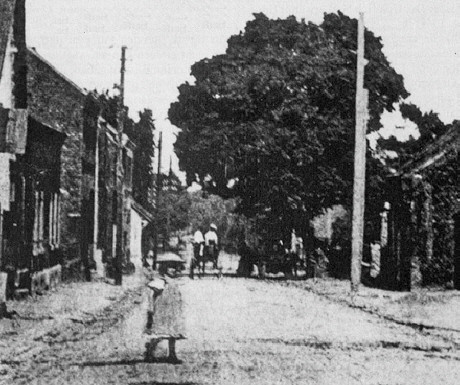
Königslinde in Königsdorf um 1870

Römische Siedlungsreste in Klein- und Großkönigsdorf sind seit dem Ende des 19. Jh. bekannt. 2004 wurde bei der Bebauung der Großkönigsdorfer Flur „In der Widdau“ eine der bedeutendsten römischen Gutsanlagen im Rheinland entdeckt und überbaut. Auf die Geschichte der villa rustica weist eine Informationstafel am Eingang des Baugebietes hin. Die Gutshöfe belieferten über vier Jahrhunderte das römische Köln, mit dem sie über die heute so genannte Via Belgica verbunden waren. Diese Handels- und Heerstraße verband das römische Köln mit der Nordsee. Ihre nur noch zum Teil vorhandenen Spuren im Feld vor Neufreimersdorf sind durch VIA-Zeichen und gesponserte Informationstafeln im Zusammenhang mit dem Projekt Erlebnisraum Römerstraße des Landschaftsverbandes Rheinland gekennzeichnet. Diese Spuren sind als Trasse entlang der Dechant-Hansen-Allee in Großkönigsdorf, markiert durch die Pfeiler des Westportals der Pauli-Villa und vor allem im Königsdorfer Forst und in dem jenseits der Stadtgrenze an der Straße liegenden, als römischer Straßenposten identifizierten Bodendenkmal Heidenburg erkennbar.
Als Wahrzeichen Königsdorfs kann die sog. Königslinde gelten, die bis 1909 stand und der Legende nach an der Stelle einer Kapelle gepflanzt wurde, in der Karl der Große dem späteren Kölner Bischof Hildebold begegnet sein soll. Das Benediktinerinnenkloster Königsdorf wurde urkundlich erstmals 1136 erwähnt. Legenden über die Gründung reichen weit in die Vergangenheit zurück. 1802 wurde das Kloster von den Franzosen aufgehoben und profaniert. Eine spätgotische Kreuzigungsgruppe an der Klostermauer ist 1981 durch eine wetterbeständige Kopie ersetzt und das Original in die Hildeboldkirche überführt worden. Teile der Klosteranlage (einschließlich der Immunitätsmauer) sind ab den 1980er Jahren unter Denkmalschutz gestellt und in Wohnhäuser umgebaut worden. Freiflächen wurden mit Wohnhäusern überbaut.
Seit dem Mittelalter bildete Königsdorf mit einer Burg als Zollstation ein Amt im Kurköln. Zu diesem gehörten auch die Orte Brauweiler, Dansweiler, Manstedten und Sinthern. Kleinkönigsdorf war mit der „Herrlichkeit“ Brauweiler verbunden, einer Unterherrschaft im kurkölnischen Territorium. Unter Französischer Besatzung waren Groß- und Kleinkönigsdorf Teil der Mairie de Loevenich, später gehörten sie zur Gemeinde Lövenich, dann zusammen mit der Gemeinde Brauweiler zum Amt Lövenich, das 1937 in Amt Weiden umbenannt wurde. Der Zweite Weltkrieg endete dort mit dem Einmarsch des 415. US-Infanterie-Regiments der 104. Infanterie–Division am 4. März 1945.
Königsdorf blieb Ortsteil der Gemeinde Lövenich und damit Teil des Amtes Weiden und des alten Landkreises Köln bis zur kommunalen Neuordnung, die am 1. Januar 1975 in Kraft trat. Durch sie wurde Königsdorf mit 5534 Einwohnern zum größten Vorort Frechens; es wurde in den neuen Erft-Kreis eingegliedert, der 2003 in Rhein-Erft-Kreis umbenannt wurde.

## Religionsgemeinschaften

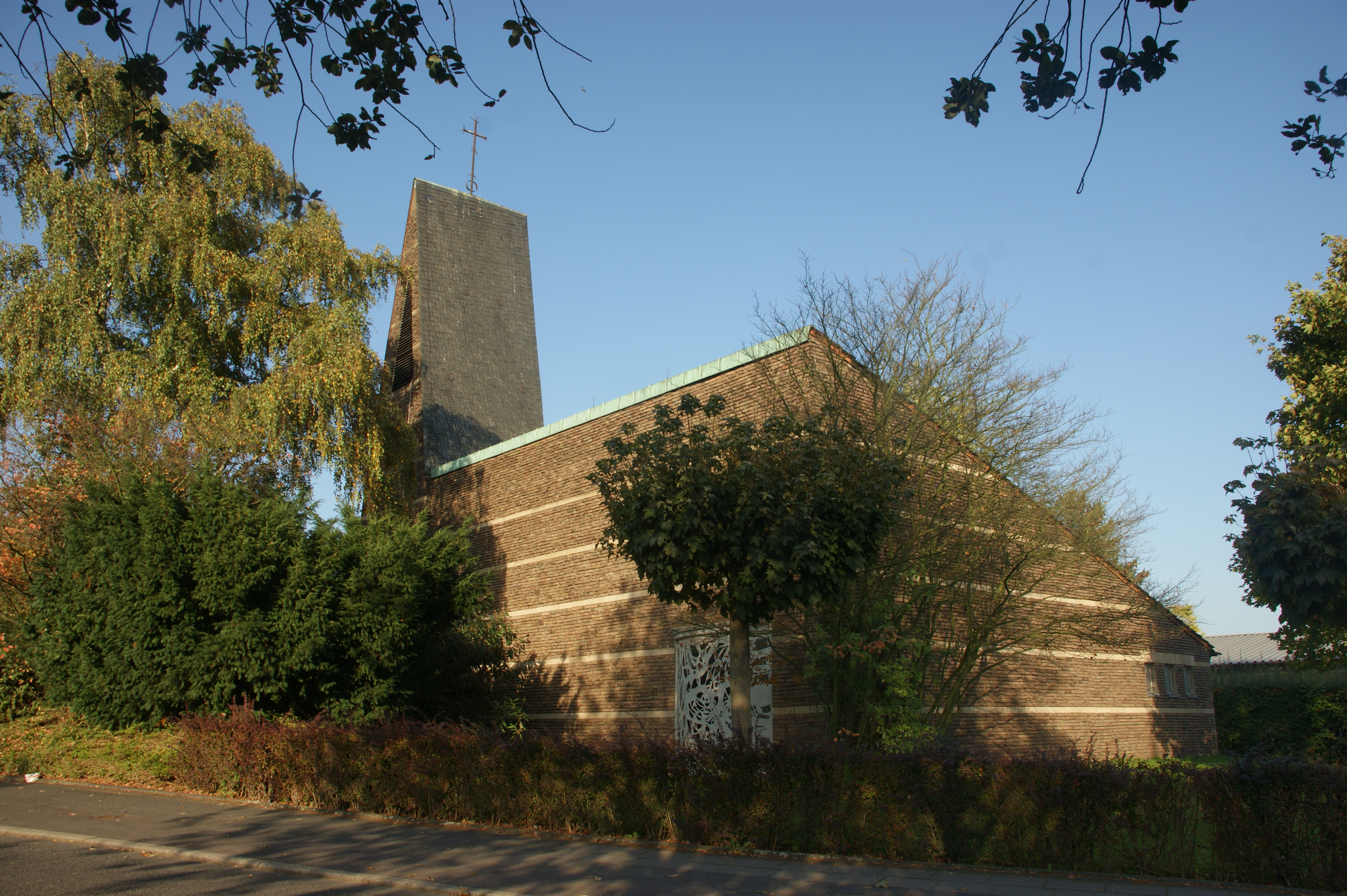
Christuskirche

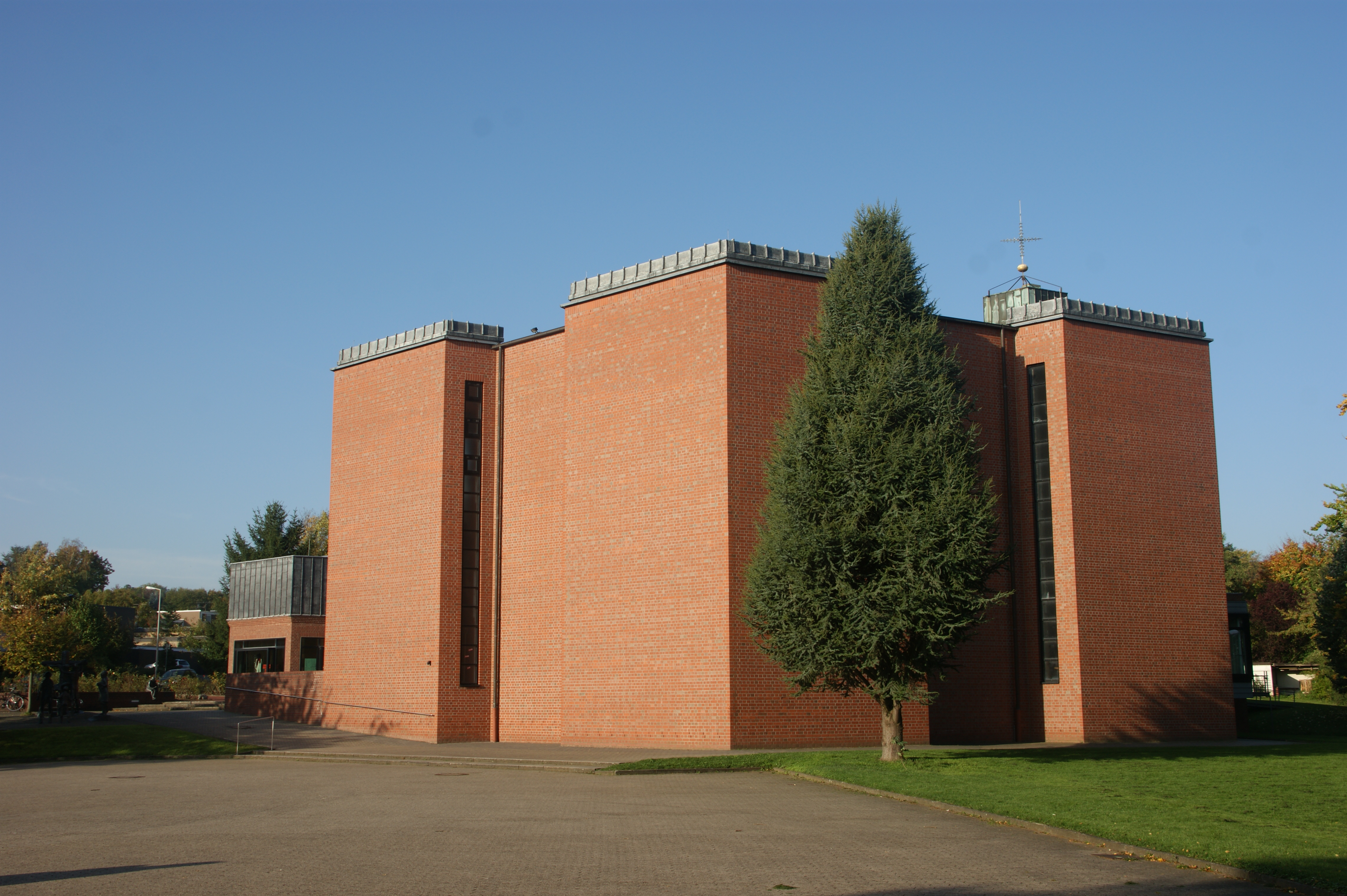
Hildeboldkirche

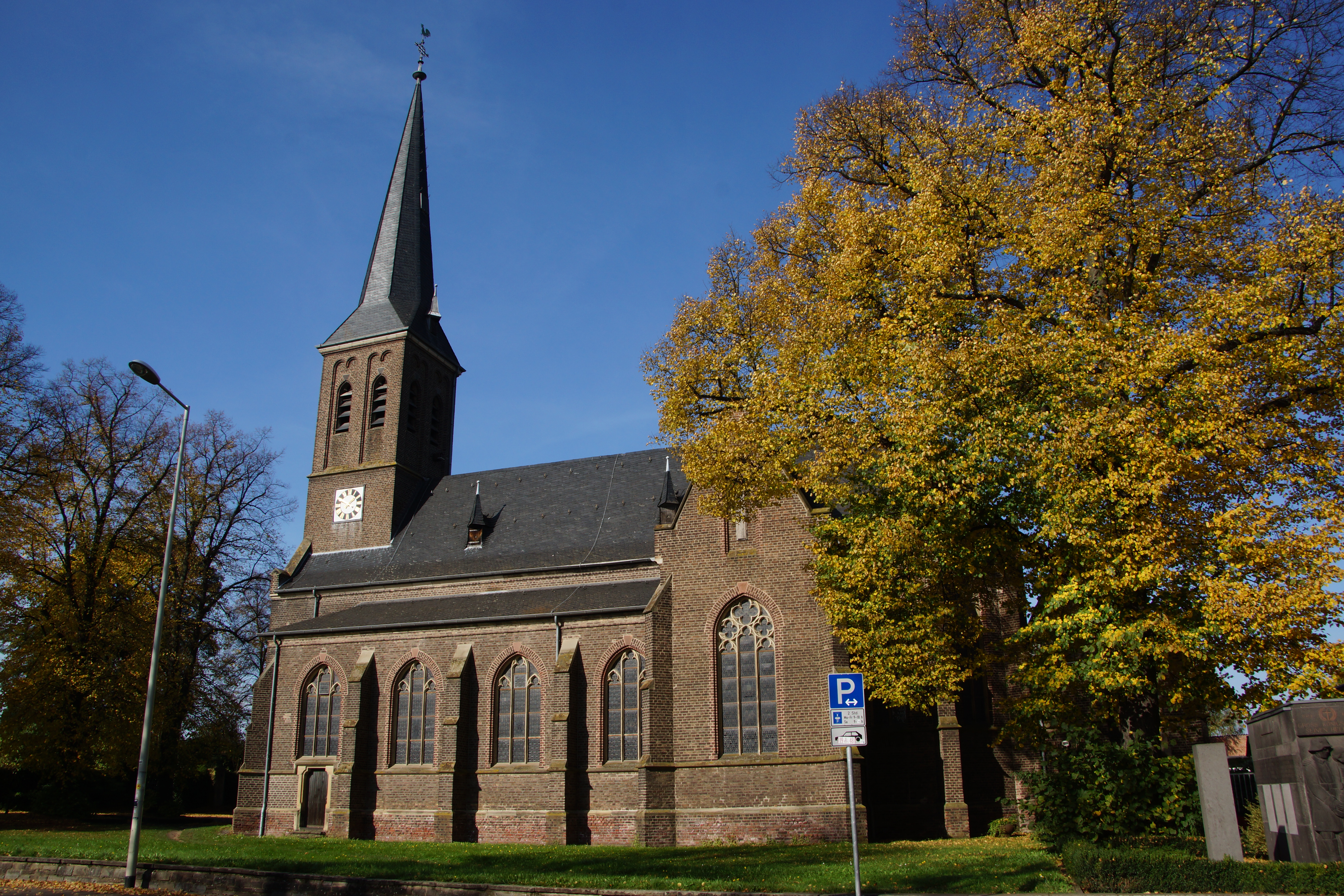
St. Sebastianus

Bis zum Ende des 19. Jahrhunderts waren Groß- und Kleinkönigsdorf katholisch geprägt. Die katholische Pfarre St. Sebastianus wurde 1888 errichtet. Zuvor gehörte die Großkönigsdorfer Gemeinde zur Pfarre St. Ulrich in Buschbell und die Kleinkönigsdorfer zur Pfarre St. Nikolaus in Brauweiler. Die von dem Diözesanbaumeister Heinrich Johann Wiethase geplante und 1879 konsekrierte St. Sebastianuskirche steht unter Denkmalschutz. Sie reichte für den Zuzug neuer Bürger in den 1960er und 1970er Jahren nicht mehr aus. Sie wird heute nur noch zu einzelnen kirchlichen Veranstaltungen genutzt. Eine neue Pfarrkirche wurde in der Nähe der Johannesschule von dem Kölner Architekten Günter Hagen geplant und 1976 konsekriert. Sie ist dem polnischen Heiligen Andreas Bobola gewidmet und bildet zusammen mit dem zeitgleich errichteten Pfarrhaus und der Bücherei das kirchliche Hildeboldzentrum. Im örtlichen Sprachgebrauch hat sich die Bezeichnung „Hildeboldkirche“ durchgesetzt. Seit 2008 gehört die Königsdorfer Katholische Pfarre zur Pfarreiengemeinschaft Frechen.
Erst mit der Industrialisierung und mit den Flüchtlingen nach dem Zweiten Weltkrieg kamen auch Protestanten nach Groß- und Kleinkönigsdorf. Der Gemeindebezirk Groß- und Kleinkönigsdorf der evangelischen Kirchengemeinde Weiden konnte für seine damals 800 Gemeindeglieder 1960 eine eigene schlichte Kirche, die Christuskirche, bauen, ebenfalls in der Nähe der Johannesschule. Architekt war Siegfried Knoch. Mit dem Wachsen der Gemeinde kam 1982 ein Gemeindezentrum dazu. 2010 hatte der Bezirk etwa 2000 Glieder. Seit Januar 2015 bildet die Gemeinde mit der Christusgemeinde Brauweiler eine eigene Gemeinde.
Seit Januar 2000 arbeiten die katholische Kirchengemeinde St. Sebastianus Königsdorf und der Pfarrbezirk Königsdorf auf Basis einer langen, durch die katholischen und evangelischen Pfarrer Hans-Joachim Kampmann und Helmut Schmale geförderten ökumenischen Tradition und einer offiziellen Gemeindepartnerschaftsvereinbarung mit ausdrücklicher Billigung der jeweiligen Kirchenleitungen zusammen.

## Johannesschule

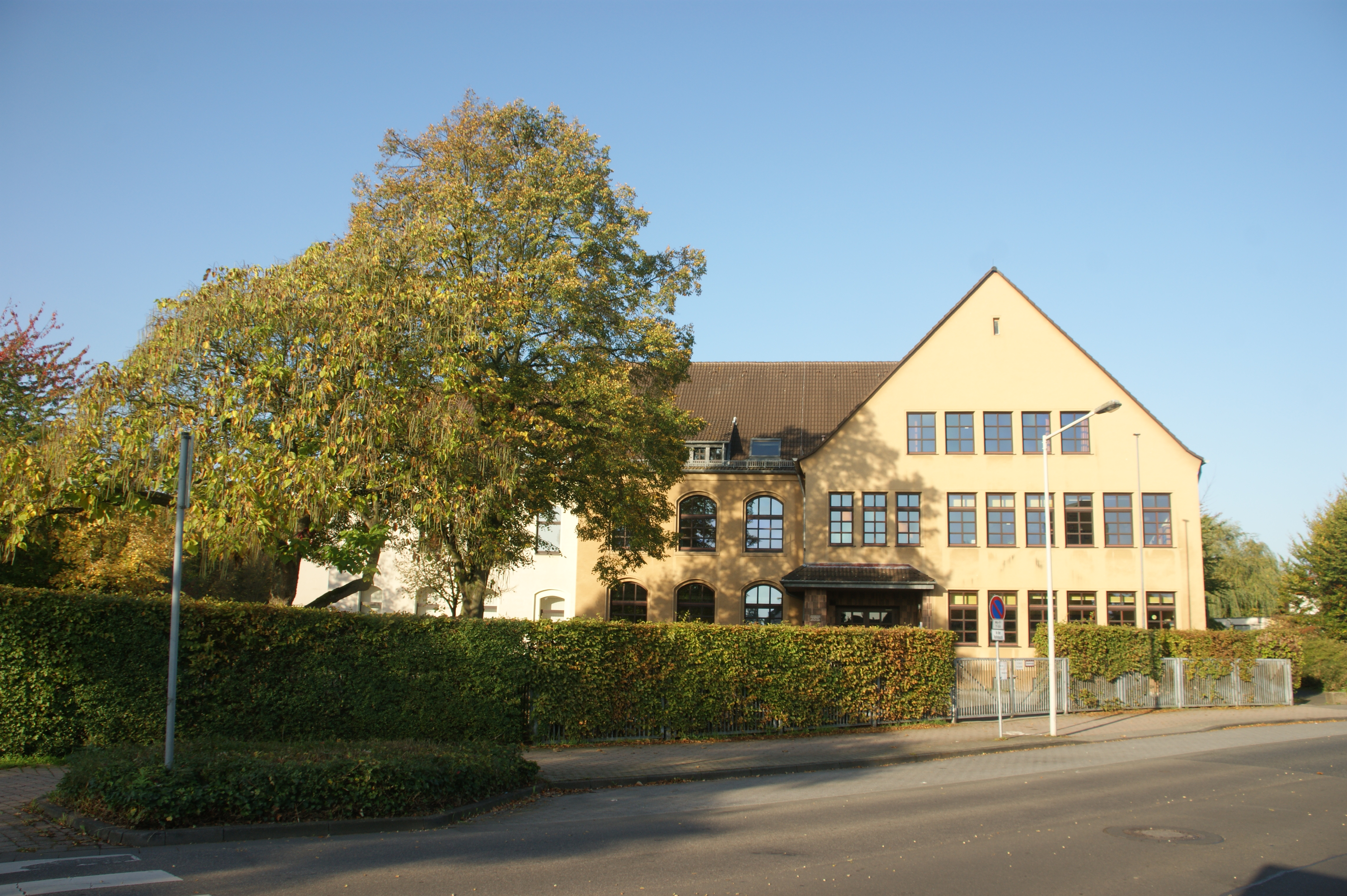
Johannesschule

Die Johannesschule ist eine Offene Ganztagsschule in Königsdorf. Sie wurde als katholische Volksschule im Jahr 1907 an ihrem heutigen Standort, der Friedrich-Ebert-Straße, auf der Grenze zwischen Klein- und Großkönigsdorf gebaut. Absicht dieser Lokalisierung war ein beabsichtigtes organisches Zusammenwachsen der Ortsteile. Der Neubau ersetzte die alte Schule an der Aachener Straße in Großkönigsdorf. 1927 wurde auch die Kleinkönigsdorfer Schule (bis dahin in der Nähe des Kleinkönigsdorfer Friedhofs) eingegliedert.
Im Jahr 1952 wurde ein Erweiterungsbau eingeweiht. Ein Jahr später wurde eine evangelische Volksschule in den Räumen der katholischen Volksschule untergebracht. Ihren Namen erhielt die Johannesschule im Jahr 1966, Namensgeber ist der drei Jahre zuvor verstorbene Papst Johannes XXIII. Im Jahr der Namensgebung wurde die Schule wegen gestiegener Schülerzahlen erneut erweitert. Im Folgejahr wurde die evangelische Volksschule in eine Gemeinschaftsgrundschule umgewandelt. Wegen des nach einer Verfassungsänderung in NRW am 1. März 1968 in Kraft getretenen neuen Schulgesetzes wurde die Volksschule in Grund- und Hauptschule aufgeteilt – die Hauptschule wurde im benachbarten Weiden eingerichtet, während die Grundschule am bisherigen Standort verblieb.
In den Jahren 1969 bis 1973 wurde ein Teil des Neubaus vorübergehend als Schulhaus für ein neues Gymnasium in Weiden verwendet, bis zu 900 Schüler wurden hier untergebracht. 1971 wurden die Johannesschule und die Gemeinschaftsschule zu einer Schule zusammengelegt. Nach dem Auszug des Gymnasiums im Jahr 1973 zog provisorisch, bis 1982, eine Schule für körperlich behinderte Kinder in den südlich liegenden Holzbau ein.
Im Jahr 2006 wurde die einzige Grundschule Königsdorfs zur Offenen Ganztagsschule, und der Raumbedarf hierfür wurde durch zwei Gruppenräume in Containerbauweise sichergestellt. Von 2014 an verfügte jede Altersstufe über eine reine OGS-Klasse und klassengemischte OGS-Gruppen, einhergehend waren für mehrere Jahre Containerräume angemietet.
2012 genehmigte die Stadt Frechen aufgrund des wachsenden Platzbedarfs den Ausbau der Schule. Bis 2019 wurde sie daher umfassend saniert, umgebaut und erweitert, um einen fünfzügigen Betrieb zu ermöglichen. 2023 besuchten mehr als 500 Kinder in rund 20 Klassen die Grundschule.

## Verkehr

### S-Bahn

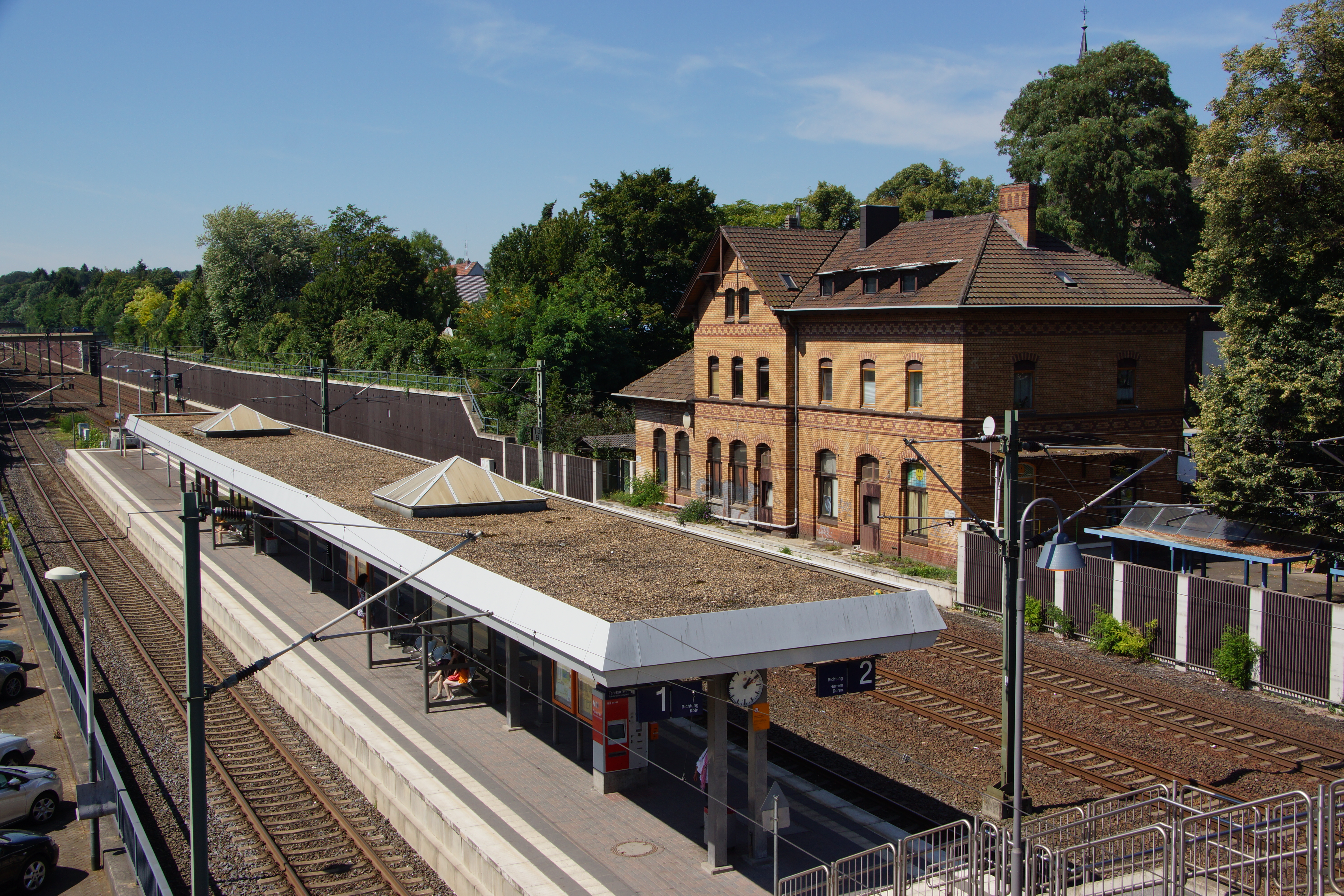
S-Bahn-Haltepunkt Frechen-Königsdorf

Im Jahr 2000 wurde der DB-Bahnhof Großkönigsdorf auf der Ausbaustrecke Köln-Aachen umbenannt in Frechen-Königsdorf. Seit 2002 ist Frechen-Königsdorf, nach der Erweiterung der Strecke auf vier Gleise, Haltepunkt der S-Bahn Köln. Im Schienenpersonennahverkehr wird der Haltepunkt Frechen-Königsdorf von den Linien S 12 und S 19 bedient.
| Linie | Verlauf / Anmerkungen | Takt (Mo–Fr)                                 |
| ----- | --- | -------------------------------------------- |
| S 12  | Horrem – Frechen-Königsdorf – Köln-Weiden West – Köln-Lövenich – Köln-Müngersdorf Technologiepark – Köln-Ehrenfeld – Köln Hansaring – Köln Hbf – Köln Messe/Deutz – Köln Trimbornstraße – Köln Airport Businesspark – Köln Steinstraße – Porz (Rhein) – Porz-Wahn – Spich – Troisdorf – Siegburg/Bonn – Hennef (Sieg) – Hennef Im Siegbogen – Blankenberg (Sieg) – Merten (Sieg) – Eitorf – Herchen – Dattenfeld (Sieg) – Schladern (Sieg) – Rosbach (Sieg) – Au (Sieg) Stand: Fahrplanwechsel Dezember 2023                          | 20 min (zur HVZ) 60 min(ausserhalb der HVZ)  |
| S 19  | Düren – Merzenich – Buir – Sindorf – Horrem – Frechen-Königsdorf – Köln-Weiden West – Köln-Lövenich – Köln-Müngersdorf Technologiepark – Köln-Ehrenfeld – Köln Hansaring – Köln Hbf – Köln Messe/Deutz – Köln Trimbornstraße – Köln Frankfurter Straße – Köln/Bonn Flughafen – Porz-Wahn – Spich – Troisdorf – Siegburg/Bonn – Hennef (Sieg) – Hennef Im Siegbogen – (Blankenberg (Sieg) /) Merten (Sieg) – Eitorf – Herchen – Dattenfeld (Sieg) – Schladern (Sieg) – Rosbach (Sieg) – Au (Sieg) Stand: Fahrplanwechsel Dezember 2023 | 20/40 min (Horrem–Hennef) 60 min (Hennef–Au) |

### Busverkehr
Die VRS-Buslinien 931, 950, 962 und 980 der REVG verbinden den Ort mit Frechen Mitte, Kerpen-Horrem, Bergheim, Pulheim und Bocklemünd. Zusätzlich verkehren einzelne Fahrten der auf die Schülerbeförderung ausgerichteten Linie 957.
| Linie | Verlauf |
| ----- | --- |
| 931   | Königsdorf Widderstr – Königsdorf Bf – Buschbell – Hücheln – Frechen Rathaus |
| 950   | Weiden Zentrum (Stadtb.) – Königsdorf Bf – Quadrath-Ichendorf Bf – Kenten – Bergheim Bf – Zieverich – Thorr – Grouven – Berrendorf – Giesendorf – Elsdorf – Angelsdorf – Esch – Niederembt – Frankeshoven – Oberembt – Bettenhoven – Rödingen |
| 957   | Schülerverkehr: Königsdorf – Buschbell – Hücheln – Frechen Rathaus |
| 962   | Bocklemünd (Stadtbahn) – Widdersdorf – Brauweiler – Abtei Brauweiler – Glessen – Dansweiler – Königsdorf Bf |
| 980   | (Worringen S –) Sinnersdorf – Pulheim Bf – Geyen – Sinthern – Abtei Brauweiler – Brauweiler – Königsdorf Bf – Buschbell – Hücheln – Frechen Rathaus                                                                                           |

### Autobahn
Die Königsdorf am nächsten gelegene Autobahn-Anschlussstelle ist „Köln-Lövenich“ an der A1 (Abfahrt 103). Noch näher, aber nur in und aus Richtung Aachen, liegt die im Juni 2006 fertiggestellte Teilanschlussstelle „Frechen-Nord“ an der A4 (Abfahrt 9a). Im Dezember 2016 wurde der Vollausbau des Anschlusses beantragt, in dessen Zug auch die Bonnstraße (L 183) von der Aachener Straße bis zur Frechener Krankenhausstraße vierspurig ausgebaut werden soll. Westlich von Königsdorf wird seit 2014 eine Teilanschlussstelle der A4 in Richtung Köln gebaut. Auch liegt die Anschlussstelle „Frechen“ der A1 (Abfahrt 104), südöstlich gelegen, relativ nahe an Königsdorf.

### Verkehrsgeschichte
1840 erhielt Königsdorf einen Bahnhof der Rheinischen Eisenbahngesellschaft an der Strecke Köln-Belgien, der 7. Eisenbahnstrecke Deutschlands. 1891 wurde das Bahnhofsgebäude durch ein moderneres ersetzt, das diese Funktion bis 1991 behielt. Die Bahnstation wurde in eine S-Bahn-Station ohne Bahngebäude umgewandelt. Das Gebäude wurde unter Denkmalschutz gestellt und an Privat veräußert. Der frühere 1623 m lange Königsdorfer Eisenbahn-Tunnel – auch Horremer Tunnel genannt – querte seit 1841 den Villerücken. Dieser Durchstich war damals eine technische Meisterleistung und die größte Baustelle Europas mit bis zu 2000 Arbeitern aus ganz Europa. Während der erste Tunnel auf deutschem Boden zwischen Dresden und Leipzig lag, war der Königsdorfer Tunnel der älteste Tunnel der Deutschen Bundesbahn. Häufig notwendige Instandhaltungsarbeiten und neue verkehrstechnische Anforderungen verlangten, dass der Tunnel 1955 nach 114 Jahren Betriebsdauer aufgeschnitten wurde. Zur Erinnerung blieb das Ostportal der Tunneleinfahrt mit einer Informationstafel erhalten und wurde unter Denkmalschutz gestellt.
Am 26. Mai 1983 kamen bei einem Zugunglück in Königsdorf auf der Bahnstrecke Aachen-Köln sieben Menschen zu Tode; 23 weitere Personen wurden zum Teil schwer verletzt. Unglücksursache waren verschlammte Schienen durch eine abgerutschte Böschung, die den Ostende-Wien-Express zum Entgleisen brachten. Die E-Lok rutschte dabei aus der Spur und prallte gegen eine Straßenbrücke. U.a. wurde einer der nachfolgenden Waggons durch die Wucht des Aufpralls mittig umgeknickt.

## Vereine und Gesellschaften (ohne Fördervereine)
- Antenne-Erftland e. V.
- Karnevalsgesellschaft Königsdorfer Weißpfennige 1982 e. V.
- Tennisclub Rot-Weiß Königsdorf e. V.
- Turn- und Sportclub Blau-Weiß Königsdorf 1900 e. V. (TuS)
- St.-Sebastianus-Schützenbruderschaft Königsdorf 1683 e. V.
- Dorfgemeinschaft St. Magdalena 1948 Kleinkönigsdorf e. V.
- Königsdorfer Zugvögel von 2014 e. V.